# Areceae
Areceae é uma tribo de árvores palmeiras da família Arecaceae.
Subtribos:
- Archontophoenicinae
- Arecinae
- Basseliniinae
- Carpoxylinae
- Clinospermatinae
- Dypsidinae
- Linospadicinae
- Oncospermatinae
- Ptychospermatinae
- Rhopalostylidinae
- Verschaffeltiinae

Géneros não atribuidos aos subtribos:
- Bentinckia
- Clinostigma
- Cyrtostachys
- Dictyosperma
- Dransfieldia
- Heterospathe
- Hydriastele
- Iguanura
- Loxococcus
- Rhopaloblaste